# 宇宙へ 〜冷戦と二人の天才〜
『宇宙へ ～冷戦と二人の天才～』（うちゅうへ れいせんとふたりのてんさい、原題: Space Race）は、2005年にイギリスBBC、ロシアのチャンネルワン ロシア、アメリカのナショナルジオグラフィックチャンネル、ドイツのNDRによって共同制作されたドキュメンタリー・ドラマ。1回60分の全4回計240分。

## 作品概要
アメリカとソ連による冷戦期の宇宙開発競争の内幕を、それぞれの国で宇宙開発の責任者をつとめた、ヴェルナー・フォン・ブラウンとセルゲイ・コロリョフの視点から描いた。当時の映像や記事をもとに冷戦期のアメリカとソ連の内情を忠実に再現している。
番組中では、当時の世界情勢やロケット・人工衛星の原理などがわかりやすく解説されており、専門的な知識を持たない視聴者でもストーリーを楽しめる内容になっている。
日本では、NHK総合で2006年3月18日 - 26日に放送された(2006年8月14日 - 17日に再放送）。2006年10月27日にDVD発売。

## ストーリー

### 第1回 「ロケット開発」（Race For Rockets）
第二次世界大戦末期、ドイツのロケット開発技術に着目したアメリカとソ連はドイツ軍を掃討しつつ、必死にV2ロケット製造の責任者であるヴェルナー・フォン・ブラウン博士の行方を追っていた。親衛隊の幹部によって、アルプス山脈に半ば幽閉されていたフォン・ブラウンはドイツの降伏によって、口封じのために殺害されるのを恐れ、近くに侵攻していたアメリカ軍に投降し、ロケット技術を携えてアメリカに渡る。しかし、そこでは「ナチスに協力した」という非難が彼を待ち受けていた。一方、フォン・ブラウンの確保に失敗したソ連軍は、反逆罪の容疑で強制労働収容所に収容されていたセルゲイ・コロリョフを釈放させ、彼にロケット開発を命じるが……。

### 第2回「衛星開発」（Race For Satellites）
ロケット開発を制限され不遇をかこつフォン・ブラウンはマスコミを使ってアメリカ国民に訴え、アメリカ政府に人工衛星開発の許可を得ることに成功する。一方、ソ連ではそのニュースに衝撃を受けたコロリョフがフルシチョフ第一書記に人工衛星開発の許可を願い出る。陸軍と海軍の縄張り争いにフォン・ブラウンが巻き込まれていたころ、コロリョフはロケットエンジン開発に手間取り、ソ連政府から人工衛星開発の責任者から外されそうになっていた……。

### 第3回「有人宇宙飛行」（Race For Survival）
アメリカ・ソ連両国で、人類初の宇宙飛行士の選定が進む中、フォン・ブラウン、コロリョフはともに動物実験を繰り返していた。宇宙飛行士の安全を考え、アメリカ側が慎重にことを運ぶ中、ソ連ではコロリョフが成功の確証を持てないまま、ユーリ・ガガーリンを宇宙へと打ち上げる……。

### 第4回「月面着陸」（Race For The Moon）
いよいよ人間を月面に打ち上げる計画を実現しようと、コロリョフはかつての告発者であるヴァレンティン・グルシュコとの溝を埋めようとするが、果たせないまま、この世を去る。コロリョフの後を継いだヴァシーリー・ミシンは重責に耐えられず酒に溺れ、ソ連の宇宙開発は急速に後退していく。一方、フォン・ブラウンは着々と月面到達に向けての計画をすすめていき……。

## 主な登場人物
セルゲイ・コロリョフ
演 - スティーブ・ニコルソン、声 - 石塚運昇
ソ連における宇宙開発の第一人者。無実の罪で強制労働収容所に入れられていたが、グルシュコの推薦でロケット開発に携わり、頭角をあらわす。その能力の高さから、死ぬまでその存在は極秘とされ、「同志チーフデザイナー君」の名で呼ばれた。

ヴェルナー・フォン・ブラウン
演 - リチャード・ディレイン、声 - 森田順平
アメリカにおける宇宙開発の第一人者。ドイツ時代にナチス武装親衛隊に属し、強制収容所の囚人をV2製造工場で働かせ、多くの犠牲者を出したという暗い過去を持っている。アメリカに渡った後は政治から距離を置き、純粋に宇宙開発に取り組む。

ヴァレンティン・グルシュコ
演 - ラヴィル・イシヤノフ、声 - 小室正幸
ソ連におけるロケット・エンジン開発の第一人者。スターリン時代に秘密警察にだまされ、コロリョフを告発する。その後、ロケット開発の責任者にコロリョフを推薦し、復権に力を貸すが、コロリョフとの溝を埋めることは出来なかった。

ヴァシーリー・ミシン
演 - ジョン・ウォーナビー、声 - 塩屋浩三
ソ連の科学者。コロリョフの副官的存在として力を発揮する。しかし、コロリョフの死後、自分が責任者となると、重責に耐えられず、酒に溺れ、ソ連の宇宙科学の停滞を招いてしまう。

ナレーター
演 - ロバート・リンジー、声 - 谷口節

## スタッフ
- 製作総指揮 - ジル・フラートン・スミス
- 脚本 - クリストファー・スペンサー
- 演出 - マーク・エベレスト
- シリーズ制作 - デボラ・カベトリー
- 撮影 - エリック・マディソン
- 音楽 - サミュエル・シム（英語版）、タイ・アンウィン
- 日本語版制作・監修 - 渡辺勝巳（宇宙航空研究開発機構）